# 建国大学

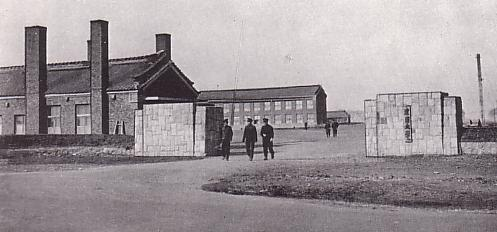
建国大学校舎

建国大学（建國大學、けんこくだいがく）は、満洲国の首都・新京にあった国務院直轄の国立大学。略称は建大。1938年（康徳5年）5月に開学し、1945年（康徳12年）8月の満洲国崩壊に伴い閉学するまで、高い倍率を勝ち抜いた学生を9期まで受け入れ、約1,400名が在籍した。

## 概要

### 開校

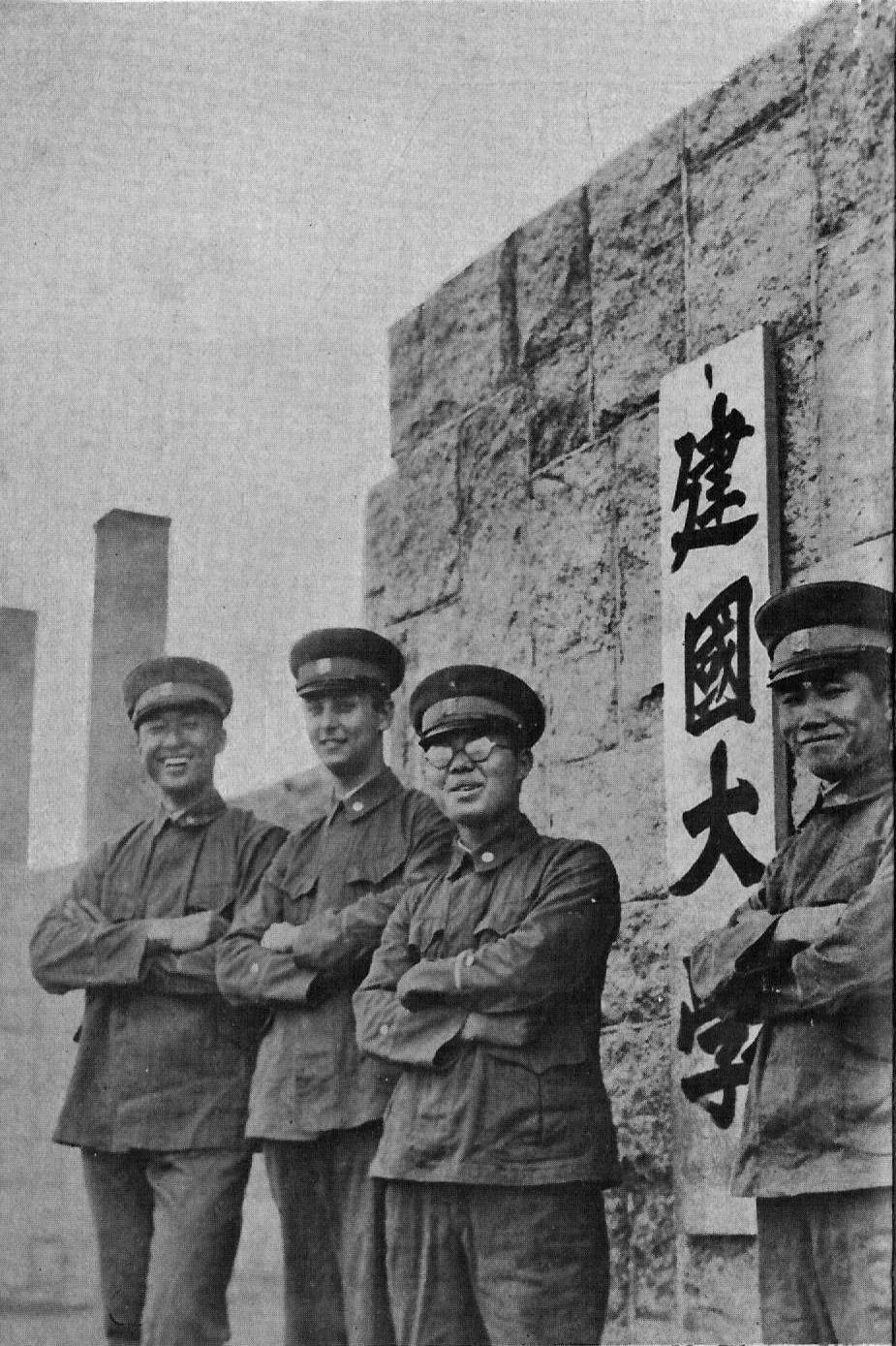
建国大学の学生

板垣征四郎と石原莞爾の「アジア大学」構想に端を発し、辻政信により素案が作成されるも後に石原と対立する平泉澄ら創立委員が創立委員長の東条英機の「建国大学創設要綱案」を修正した案で決定された。式典には満洲国皇帝の溥儀が出席した。形式上は満洲国国務総理大臣が大学総長（学長）を兼任したが、実質的な責任者は副総長であった。

### 学問
学問については、満洲国と同じく建国大学も民族協和の実践を目指し、満洲人や蒙古人のほか、日本人や朝鮮人、中国人、ロシア人などの学生がいて国際色豊かだった。入学試験も大学の講義も日本語で、全額国費で賄われた上、学生には月5圓（当時）が支給されたので競争率は高く、優秀な学生ばかりであった。
前期（日本の旧制大学予科に相当、修業年限3年）と後期（日本の旧制大学学部に相当、同3年、政治学科・経済学科・文教学科）および研究院が置かれ、満洲国の官費により運営されたため、学費は無料であった。また、全寮制で日本系・満洲系・朝鮮系・蒙古系・ロシア系の学生が寝食を共にし寮を「塾」と称した。
日本の内地では禁書扱いであったマルクスや毛沢東など共産主義に関する書物も「共産主義に対抗するには共産主義を学ばなくてはならない」という作田荘一副総長の考えにより図書館（約15万冊所蔵）に配架された。
また射撃、行軍、グライダー、乗馬、外国語(中国語、ロシア語、英語、フランス語など)、柔道、剣道なども学ぶことが出来た。

### 戦争中
日中戦争が激化すると治安維持法が改正され、1941年12月、反満抗日活動を行っていたた中国人学生は検挙され、また第二次世界大戦が激化すると日本人学生は1943年から学徒出陣で兵員徴収された。同期が減っていく中、日本人学生は荒涼とした建大の敷地に植林をはじめ、終戦直後、残っていた学生らが大学の蔵書を整理して目録を作製し、中華民国の図書館に寄附している。日本人だけでなく、これら運動には満洲人、中国人も参加した。
建大出身者には満洲国崩壊後にシベリア抑留に遭った者、国共内戦で台湾に逃れたもの、中華人民共和国で文化大革命で迫害された者など悲劇的な運命をたどった者も少なくない。一方、朝鮮人では、元韓国国務総理である姜英勲など、後の韓国で大いに活躍した政治家は多い。また、建大出身者は塾で存分に議論をしたためか真に仲が良く、国籍問わず交遊があり、戦後もその交遊は一部で続いている。

### 終戦後
1945年8月18日に満洲国が崩壊し、8月23日に解散式を行い解散した。1949年に中華人民共和国の長春工業会計統計専門学校に改称、合併や改築され、現在は長春大学となっている。

## 沿革
- 1937年（康徳4年）
  - 4月17日 - 国務院会議、建国大学開学を正式決定。
  - 8月5日 - 建国大学令公布
- 1938年（康徳5年）
  - 5月2日 - 開学式・第1期生入学式
  - 9月1日 - 建国大学研究院令公布
- 1939年（康徳6年）
  - 1月 - 作田副総長着任
  - 4月11日 - 第2期生入学式
  - 10月12日 - 建国大学参議会制公布
- 1940年（康徳7年）
  - 5月10日 - 建国大学学則制定
  - 11月2日 - 図書館開館
- 1941年（康徳8年）
  - 6月28日 - 養正堂開場式
  - 11月14日 - 中国人学生大量検挙事件
- 1942年（康徳9年）
  - 2月27日 - 建国神廟神璽奉迎、養正堂に奉安。
  - 3月3日 - 中国人学生大量検挙事件
  - 6月6日 - 作田副総長辞任発表
  - 6月16日 - 尾高副総長着任
- 1943年（康徳10年）
  - 6月11日 - 第1期生卒業式。皇帝、国務総理（総長）出席。
  - 10月2日 - 学生徴兵猶予制度解消
  - 12月14日 - 中国人学生7名逮捕
- 1944年（康徳11年）6月19日 - 第2期生卒業式
- 1945年（康徳12年）
  - 8月10日 - 大学機能全面停止
  - 8月18日 - 協和奉公隊解散。尾高副総長決別式。
  - 8月20日 - 建国大学武装解除
  - 8月23日 - 建国大学解散式

## 歴代副総長
- 初代：作田荘一 - 学者。京都帝国大学経済学部教授、建国大学創設準備委員を経て建大副総長に就任。中国人学生大量検挙の責任をとり1942年6月に建大副総長を辞任。
- 第2代：尾高亀蔵 - 陸軍軍人。第19師団長、第3軍司令官を経て、建大副総長に就任。

## 教育・研究
「建国大学令」によると、この大学の建学目的は「学問の蘊奥を究め、身を以て之を実践し、道義世界建設の先覚的指導者たるの人材を養成する」ことであった。この文言はこの大学の「学則」「学生募集要綱」等各種文書に多用されている。従って、「建国大学の学科科目では試験が一切無く、学生は成績順位を気にする必要はなかった。これは、学生は試験の有無に関わらず、各自厳重な自己管理によって学習すべきであり、知識の収集よりも実践が大事だと考える、大学の教育方針の表れであった」（宮沢恵理子「建国大学と民族協和」）建国大学は入学試験は厳格だったが、「在学中テスト一切なし」というのは、学校教育としては極めて特異なことで、「世にも不思議な大学」（楓元夫、「諸君」昭和58年10月号）の一面であった。
民族協和を目指すため、多民族国家としての問題点、課題を探る為の機関を設置した。石原莞爾の命により設立に関わった辻政信は、教官には日本人では平泉澄・筧克彦、中国人から胡適・周作人、朝鮮人から崔南善、その他にガンジー、パール・バック、トロツキーなど、様々な改革者・知識人を招聘しようとしており、民族協和を模索しようとしていた。

## 主な教職員・関係者
- 作田荘一 - 名誉教授（経済学博士、創立委員、副総長）
- 西晋一郎 - 名誉教授（文学博士、創立委員）
- 筧克彦 - 名誉教授（法学博士、創立委員）
- 平泉澄 - 名誉教授（文学博士、創立委員）
- 千葉胤成 - 教授（文学博士、国民心理学、東北大学名誉教授）
- 稲葉岩吉 - 教授（文学博士、東洋史）
- 安倍三郎 - （文学博士、文教心理学）
- 宇田一 - 教授（農学博士、奉天農大学長）
- 藤田松二 - 教授（農学、農業訓練）
- 富木謙治 - 教授（武道訓練、合気道、日本合気道協会会長）
- 崔南善 - 教授（朝鮮史、民俗学）
- 諸橋轍次 - 講師（文学博士、東京文理科大学教授）
- 中河与一 - 講師（作家、新感覚派）
- 森信三 - 教授(精神講話、哲学概論)
- 石田文次郎 - 教授（民法）
- 岩間徳也 - 教授
- 登張信一郎 - 教授（ドイツ文学）
- 中山優 - 教授（東洋政治史、満洲国駐華特命全権公使）
- 鮑明珍 - 教授（ジョンズホプキンズ大政治学博士）
- 蘇益信 - 教授（コロンビア大政治学博士）
- 西元宗助 - 助教授（教育学）
- 根本竜太郎 - 助教授（農学、農相、建設相、官房長官）
- 小糸夏次郎 - 助教授（儒教、国民精神文化研究所）
- 伊藤満 - 助教授（憲法、創価大学教授）
- 佐藤匡玄 - 助教授（東洋学）
- 福島政雄 - 教授（文学博士、哲学、教育、広島文理科大学教授）
- 金原省吾 - 講師（芸術論）
- 鈴木重雄 - 講師
- 伊藤証信 - 講師（諸教概説）
- 瀧川政次郎 - 教授（法学）
- 大間知篤三 - 教授（民俗学）
- 齋藤毅 – 助教授(第4代国立国会図書館副館長、第5代図書館短期大学学長)
- 奥田靖雄 - 研究院助手(民俗学)
- 佐藤喜代治 - 助教授(国語学者)
- 宮川善造 - (地理学者)
- A.M.ナイル - 客員教授
- 尾上正男 - 教授(国際政治学者、法学者、ソ連研究者)
- 植村敏夫 - 助教授(ドイツ文学者)
- 江頭恒治 - 教授(経済学者)
- 石川準十郎 - 特別講師(国家社会主義者)
- 重松信弘 - (国文学者)
- 大森志郎 - 教授(日本史・民俗学者)
- 植芝盛平 - 武道顧問(合気道創始者)
- 森下辰夫 - 教授(フランス文学・言語学者、霊能力者)
- 黒松巌 - 教授(経済学者)

## 著名な出身者
- 市川衛門 - 韓国大使館員、中国大使館公使、日中長期貿易事務局長
- 吉岡孝行 - 大蔵官僚、北海道開発庁次官、北海道東北開発公庫総裁
- 遠藤文夫 - 自治省官房審議官
- 林信太郎 - 通産官僚、ジャスコ副会長
- 高狄 - 人民日報社長
- 陳抗 - 中日友好協会副会長、駐札幌初代総領事、マレーシア大使
- 李孟競 - 中日友好協会理事、駐日大使館開設時の書記官
- 許宗茂 - 中国外交部亜細亜局日本処副処長
- 有馬侃 - 画家、日展評議員兼審査員
- 蕭正文 - 故宮博物院副院長
- 谷学謙 - 東北師範大学教授、日本文学研究家[11]
- ダシニーマ（達喜尼瑪） - ウルジン将軍の息子、モンゴル・ウランバートル博物館解説担当
- 中川敬一郎 - 東京大学教授、経済学部部長
- 野尻武敏 - 神戸大学経済学部教授
- 百々和 - 神戸大学経済学部教授
- 上野英信- 記録文学作家
- 姜英勲 - 韓国陸軍中将、国務総理
- 閔耭植 - 韓国陸軍参謀総長、陸軍大将、国会議員
- 洪椿植 - 韓国国会議員
- 方煕 - 駐日韓国公使
- 安光鎬 - 駐イタリア韓国大使
- ツブイロフ - モスクワ大学教授
- トルカチョフ - ソ連科学アカデミー東洋学研究所
- 伊藤肇 - 評論家
- 矯遠峰 -『日漢大詞典』主編
- 松本武 - 名古屋高裁判事
- 石井玄 - 大阪高裁判事
- 門馬良夫 - 東京高裁判事
- 木村博典 - 岡山地検検事正、東京法務局長
- 岡田照志 - 宮崎地検検事正、和歌山地検検事正
- 楓元夫 - 東京新聞（中日新聞東京本社）論説主幹
- 小林金三 - 北海道新聞論説主幹
- 松本博一 - 毎日新聞論説副主幹
- 前川光男 - 日本経済新聞論説副主幹
- 鴇巣劭 - テレビ朝日解説委員長、報道局長
- 山中福治郎 - 東京新聞（中日新聞東京本社）編集局長
- 榎本喬 - 中日新聞北陸本社編集局長
- 宮崎徹 - 日本経済研究所常務理事
- 大塚宗元 - 社団法人日本燐寸工業会理事長
- 相川公二 - 首都高速道路協会理事長
- 重松徳 - 実業家（京阪タクシー社長、琵琶湖汽船会長、琵琶湖ホテル社長）、滋賀県観光審議会会長
- 山下光一 - 武陽ガス社長、東京都商工会連合会会長
- 安達三季生 - 民法学者、法政大学名誉教授
- 先川祐次 - 西日本新聞ワシントン支局長、常務取締役、精華女子短期大学特任教授
- 藤森孝一 - 『藤森日記』（個人的な日記1冊と『塾生日誌』3冊）著者、建国大学同窓会々長
- 楊増志 - 反満抗日運動家、地下組織指導者
- 五代夏夫 - 作家
- 岩渕克郎 - 教育者
- 江口末人 - 毎日新聞編集者、毎日コミュニケーションズ（現マイナビ）初代社長

## その他
- 旧制旅順高校の愛唱歌『北帰行』の原歌詞には「建大、一高、旅高」の語が登場する。作者の宇田博（東京放送常務）[12]は建大前期を退学後、旅高に入学したが退学処分となり、一高を卒業した。
- 安彦良和の漫画『虹色のトロツキー』（※フィクション）では、建大に編入した一人の青年が主人公として描かれている。
- 建大前期（予科）修了者、又は後期（本科）卒業者は、日本の司法試験（旧司法試験）において第一次試験が免除された[13]。また、2005年度までの公認会計士試験・不動産鑑定士試験においても第一次試験が免除された[14]。
- 政治学科第一期生の岩渕克郎は、1941年（昭和16年）、65万坪（約200,000平方m）のキャンパスを10年計画で校内全域を緑化する「造園計画」を作成した。1942年（昭和17年）春、「建国大学植樹班」が発足し、クラブ活動として校内緑化作業が推進された。その結果、同年の建国大学5周年記念事業の一環として「校内立地造園委員会」が設置され、正式な大学の事業に発展した（鈴木登志正「歓喜嶺遥か!満州建国大学植樹班物語」、東西文化研究会『東西文化研究』第1号 - 第4号、1999年）。詳細は岩渕の項目を参照。
- 2010年6月最後の同窓会が開催された。

## 関連文献
- 宮沢恵理子『建国大学と民族協和』風間書房、1997年。ISBN 4759910158
- 志々田文明『武道の教育力―満洲国・建国大学における武道教育―』日本図書センター、2005年。 ISBN 4820593161
- 建国大学同窓会刊『写真集 建国大学』1986年9月刊、上製A4判、146頁。非売品。
- 建国大学編『建国大学要覧　建国大学研究院要覧（康徳9年度）』建国大学、1942年7月25日、157頁。
- 藤森孝一、鈴木昭冶郎編『建国大学年表要覧・教職員録』（合本）2007年6月。B5判、115頁。非売品。
- 河田 宏 『満洲建国大学物語 時代を引き受けようとした若者たち』原書房、2002年。ISBN 4562035269
- 小林金三 『白塔 満洲国建国大学』新人物往来社、2002年。ISBN 4404029691
- 小野寺永幸『歓喜嶺遥か、北帰行－満州建国大学と旅順高校の異材』（北の杜編集工房、2004年）
- 鈴木登志正『歓喜嶺遥か!満州建国大学植樹班物語－東西文化研究、第1号～第4号』（東西文化研究会、1999年）
- 田村紀雄 『建国大学時代の井口一郎』(東京経済大学 人文自然科学論集 第127号)
- 田村紀雄 『井口一郎と建国大学の同僚たち 王道楽土か日本脱出か』（東京経済大学 コミユニケーシヨン科学 31）
- 山根幸夫 『建国大学の研究-日本帝国主義の一断面』汲古書院、2003年。ISBN 4762925489
- 山田昌治 『興亡の嵐』かんき出版 1980年7月。建大生による建大崩壊のドキユメント。
- 建国大学同窓会編『建国大学同窓会 日本での歩み』2007年刊、B5判、346頁、非売品。同窓会活動の総てを詳しく記録。特に海外同窓との交流が多々記され、この大学が志した「民族協和」の成果が実録として淡々と報告されている。
- 建国大学同窓会刊『回想 建国大学』中国同窓文集。2006年刊、B5判、416頁。原本は中国・長春市で発行された『回憶 偽満建国大学』(A4判、514頁)。建国大学に在学した中国学生が執筆した61編を日本人同窓生が翻訳したもの。
- 建国大学同窓会刊『歓喜嶺』I、II。韓国同窓の文集。原本は、在韓同窓会が1986年、1988年に発行した在韓同窓生の同名の韓国語の文集。日本語に翻訳して2004年に刊行。